# グレート・ウォー
『グレート・ウォー』（原題：The Great War）は、2019年制作のアメリカ合衆国の戦争映画。
第一次世界大戦末期、終戦まであと僅かとなった時期に行方不明となったアフリカ系アメリカ人の部隊の救出に人種の壁を越えて乗り出す軍人の姿を描く。

## キャスト
- ウィリアム・リヴァース大尉：ベイツ・ワイルダー
- パーシング将軍：ロン・パールマン
- モリソン大佐：ビリー・ゼイン
- ケイン二等兵：ハイラム・A・マレー
- リチャードソン軍曹：アーロン・コートー